# Baie Radisson
Pour les articles homonymes, voir Radisson (homonymie).
La baie Radisson est un plan d'eau douce traversé par la rivière Rupert constituant la tête de la rivière Shipastouk, coulant dans Eeyou Istchee Baie-James (municipalité), en Jamésie, dans la région administrative du Nord-du-Québec, dans la province de Québec, au Canada. Cette baie est intégrée à la réserve faunique des Lacs-Albanel-Mistassini-et-Waconichi.
La surface de la baie Radisson est habituellement gelée de la fin octobre à début mai, toutefois la circulation sécuritaire sur la glace se fait généralement de la mi-novembre à la fin d'avril.

## Géographie
Les principaux bassins versants voisins de la baie Radisson sont:
- côté nord: ruisseau Kamichiwapiskan, rivière Shipastouk, lac Capichinatoune, lac Woollett, rivière Wabissinane, rivière Eastmain;
- côté est: lac Mistassini, lac Albanel;
- côté sud: lac Mistassini, passe Kakwéwatimi, baie Abatagouche, rivière De Maurès, lac Deroussel;
- côté ouest: rivière Rupert, rivière Natastan, rivière De Maurès.

La baie Radisson a une longueur de 9,1 km d'une nature difforme, une largeur maximale de 8,0 km et une altitude de 347 m. Ce lac est alimenté par le lac Mistassini (courant venant de l'Est). L'Île Peuvereau forme la partie Ouest de la baie Radisson. Cette baie comporte deux émissaires : la rivière Shipastouk (côté Nord) et la rivière Rupert (côté Sud-Ouest).
Cette baie comporte 48 îles (dont la plus importante a une longueur de 1,7 km) et huit presqu'îles importantes (sens horaire, à partir de l'entrée de la baie) :
- presqu'île Louis-Jolliet (longueur: 21,4 km dont 8,3 km s'avance dans la baie), s'étirant vers du nord-est jusqu'au détroit (largeur: 0,3 km qui constitue l'entrée de la baie;
- presqu'île (longueur: 5,2 km) s'étirant vers le nord couvrant le milieu de la baie et rattachée à la première presqu'île;
- presqu'île (longueur: 2,6 km) s'étirant vers le nord formant la rive gauche du début de la rivière Rupert;
- presqu'île (longueur: 2,0 km) s'étirant vers le nord, formant la rive droite du début de la rivière Rupert;
- presqu'île (longueur: 1,8 km) s'étirant vers le nord, au sud-ouest de la baie;
- presqu'île (longueur: 2,6 km) s'étirant vers le sud-est, formant l'entrée de la rivière Shipastouk qui coule vers le nord;
- presqu'île (longueur: 2,2 km) s'étirant vers le Sud, formant l'entrée de la baie. Note: elle est voisine de la presqu'île Des Groseilliers laquelle s'avance vers le sud dans le lac Mistassini près de l'entrée de la baie.

La rivière Rupert qui prend sa source à l'embouchure du lac Mistassini traverse le baie Radisson sur 11,0 km, dont 6,2 km vers l'ouest jusqu'à l'entrée d'un détroit, puis vers le sud en passant un second détroit. L'embouchure de la Baie Radisson est située au sud-ouest; le courant descend ensuite vers l'ouest, en suivant le cours de la rivière Rupert jusqu'à la baie de Rupert.
L'embouchure de la baie Radisson est localisée au sud-ouest de la baie, soit à:
- 3,7 km à l'ouest du lac Mistassini;
- 8,3 km au sud-ouest de l'entrée de la baie;
- 69,7 km au nord du centre du village de Mistissini (municipalité de village cri);
- 132,3 km au nord du centre-ville de Chibougamau;
- 112,6 km à l'est de l'embouchure du lac Mesgouez lequel est traversé par la rivière Rupert;
- 352 km à l'est de la confluence de la rivière Rupert et de la baie de Rupert[1].

## Toponymie
Le toponyme « baie Radisson » évoque l'œuvre de la vie de Pierre-Esprit Radisson (c. 1636 – 1710), explorateur et commerçant de fourrures français en Nouvelle-France. Il a été officialisé le 27 mars 1969 par la Commission de toponymie du Québec.